# إموري بوكنر
إموري بوكنر (بالإنجليزية: Emory Buckner)‏ هو محامي أمريكي، ولد في 1888، وتوفي في 11 مارس 1941.